# Садова (Долж)
Садова (рум. Sadova) — село у повіті Долж в Румунії. Входить до складу комуни Садова.
Село розташоване на відстані 181 км на захід від Бухареста, 48 км на південь від Крайови.

## Населення
За даними перепису населення 2002 року у селі проживали 6995 осіб.
Національний склад населення села:
| Національність | Кількість осіб | Відсоток |
| -------------- | -------------- | -------- |
| румуни         | 5452           | 77,9%    |
| цигани         | 1539           | 22,0%    |

Рідною мовою назвали:
| Мова      | Кількість осіб | Відсоток |
| --------- | -------------- | -------- |
| румунська | 5488           | 78,5%    |
| циганська | 1505           | 21,5%    |